# Nobel Enterprises
A Nobel Enterprises (/ noʊˈbɛl /) é uma empresa de produtos químicos que costumava ter sede em Ardeer, na cidade de Stevenston, na Escócia. Especializada em propelentes e explosivos à base de nitrogênio e produtos à base de nitrocelulose, como vernizes e tintas. Anteriormente, era a ICI Nobel, uma divisão do grupo de produtos químicos ICI, mas depois foi vendida para a Inabata, uma firma de comércio japonesa. A empresa foi vendida para o Chemring Group em 2005 e agora é uma empresa escocesa (Chemring Energetics UK Ltd), parte do Chemring Group.

## Histórico
A Nobel Industries Limited foi fundada em 1870 pelo químico e industrial sueco Alfred Nobel para a produção do novo explosivo "dinamite" no Reino Unido. A fábrica era supervisionada e administrada por George McRoberts. McRoberts e John Downie levantaram £ 24.000 necessárias para fundar a empresa, em vez do próprio Nobel. Foi presidida pelo construtor de navios de Glasgow, Charles Randolph (1809-1878). Ardeer, na costa de Ayrshire, foi escolhida para a primeira fábrica da empresa. Posteriormente, o negócio se diversificou na produção de gelatina explosiva, gelignita, ballistite, guncotton e cordite. Em seu auge, a fábrica empregava cerca de 13.000 homens e mulheres.
Em 1926, a empresa se fundiu com a Brunner, Mond & Company, a United Alkali Company e a British Dyestuffs Corporation, criando um novo grupo, a Imperial Chemical Industries, então uma das maiores empresas da Grã-Bretanha. A Nobel Industries continuou como a divisão ICI Nobel da empresa.
A ICI Ardeer era comumente conhecida localmente como a 'fábrica' ou 'Dinnamite'. Na época, a empresa geralmente fornecia empregos de melhor qualidade em termos e condições e direitos de pensão do que outras empresas locais. Em seu pico, o site empregava quase 13.000 trabalhadores em um local bastante remoto. O site Ardeer era sua própria comunidade com funcionários suficientes no local para que um banco, uma agência de viagens e um dentista estivessem localizados no local.
A antiga Western Scottish Bus Company fornecia dezenas de ônibus por dia para transportar os trabalhadores de e para o local, e havia até dois trens por dia para transportar os trabalhadores para uma estação dentro da fábrica que era usada exclusivamente para trabalhadores e visitantes especiais com negócios na fábrica da ICI e nunca foi uma parada regular de passageiros. Até meados da década de 1960, havia dois trens por dia para transportar trabalhadores. Embora a linha não sirva mais à planta, a plataforma abandonada permanece, escondida sob uma vegetação densa.
A fábrica tinha seu próprio cais no rio Garnock, no porto de Irvine, atendendo a navios que entregavam explosivos que haviam atingido a data de exploração ou importavam matéria-prima para as obras.
No final da década de 1960, começou a construção de uma fábrica de náilon e ácido nítrico, mas ela teve uma vida curta, fechando apenas 12 anos depois.
Em 2002, a divisão, agora denominada Nobel Enterprises, foi vendida para a Inabata.
Em 8 de setembro de 2007, um grande incêndio foi relatado no local quando 1.500-1.700 toneladas de nitrocelulose, armazenadas em uma área aberta, pegaram fogo. Houve poucos danos materiais e nenhum ferimento grave.
O local é agora um negócio florescente de energia (explosivos) que emprega cerca de 300 pessoas como a divisão escocesa do Chemring Group, uma empresa pública LSE.